# 総合支所
総合支所（そうごうししょ）とは、市町村及び特別区に設置される支所のうち、本来の市町村及び特別区の事務所とほぼ同等の権能を有することで、ほとんどの事務処理がその内部で完結しうる権能を有するものをいう。
「政令指定都市（地方自治法第252条の19に基づく、指定都市という。）における区役所（地方自治法第252条の20第1項に基づく、区の事務所及び地方自治法第252条の20の2第1項に基づく、総合区の事務所という。）のようなもの」と説明される場合が多いが、区役所のような法定必置機関ではなく、市町村及び特別区の条例に基づいて設置され、具体的な権能等もそれぞれの事務分掌規程等で定められるので、「総合支所」という統一的な定義が存在するわけではない。
それゆえ「総合支所」という名称も統一的なものではなく、市町村によっては単に「支所」「総合行政センター」等の名称を用いている例もある。
ちなみに、都道府県の支庁又は地方事務所の名称では「支庁」「地方振興局」等を用いられることが多く、「総合支所」が用いられることはほとんどない。また、都道府県の場合、「支所」は「出先機関の、さらに出先機関」（例：○○保健所○○支所）で用いられる傾向にある。

## 概要
地方公共団体において、地方公共団体の職員が事務事業を執行する事務所は、原則として1つのみであり、それは「市役所」「町役場」「県庁」等の名称で呼ばれる。
これに対し、本来の市町村の事務所とは別の場所に、出先となる支所及び出張所を設置することが、地方自治法第155条で認められている。その際には、条例の制定が必須である。ただし多くの場合、条例では設置場所及び所管区域を定めるに留まり、具体的な権能や職責、支所内部の組織構成等は、別の規則で定めるという構成を取っている。
多くの場合、「面積が広い」「人口が多い」「地理的に遠隔である」等の理由によって設置されているが、これについても具体的な統一基準はなく、すべて市町村の判断に任されている。そのため、「過去の市町村合併以前の、旧市町村の事務所」をそのまま移行させている場合、同一市内における「支所の偏在」が問題化することも少なくない。
ところで、同法第156条では、法律又は条例で定めるところにより、保健所その他の行政機関の設置が定められている関係から、第155条の規定は「総合出先機関」に関する規定であるという解釈も成り立つが、「平成の大合併」が始まる前までの多くの市町村においては、「窓口応対業務を主とする支所」の名称を「支所」とすることが大半であった。
そのこととの対比もあって、市町村長（特別区の区長を含む。）の権限に属する事務の全般にわたって分掌する事務所のことを、多くの「支所」と区別するため、特に「総合支所」と称するようになったと思われる。

## 歴史的経過
- 「昭和の大合併」及びそれに続く市町村合併において、廃止されるべき市町村の事務所を、そのまま「事務所」として残すケースがいくつか見られた。ただし、この当時には「総合支所」という用語が使われることはなく、多くは「支所」と呼ばれた。
- 1990年代において、人口が50万人を超える市において「事務の集中による弊害」（例：事務量の増大による遅延、画一的な事務処理、現場を重視しない事務）が目立つようになった。そこで、指定都市における区の事務所を準じて、市の区域を分け、それぞれに「総合出先機関」を設置する例が見られるようになった（例：東京都世田谷区、大阪府堺市）。さらにそれらの市においては、従来から「支所」が設置されていたこともあって、「総合支所」と名付けられることが多く見られた。
- 1990年代以前においても、合併によって廃止された市町村の事務所を、そのまま「総合支所」とする例もあった。（例：熊本市北部総合支所等【1991年合併】）
- 「平成の大合併」においては、相当数の市町村で「総合支所方式」が採用された。
- 以上とは別に、指定都市の区または総合区の事務所の出張所の名称として総合支所を用いているものがある。（例：宮城県仙台市）

## 総合支所の位置付け
- 1965年ごろまでの市町村合併によって設置された「支所」は、合併後数年のうちに整理統合され、廃止または窓口応対業務の限る機関とされるケースが多かった。ところが、それ以降の合併においては、地元住民の要望が強い等の事情により、引き続き「支所」のままで現在に至っているところが少なくない。（例：鹿児島市谷山支所、岡山市西大寺支所[注釈 1]）
- 大阪府堺市は、以前から指定都市への指定を「市是」としていたが、長い間、人口要件（かつては「人口100万人以上」、その後「人口100万人となることが見込まれる80万人以上」と変更され、これによって千葉市等が昇格を果たしたが、堺市は85万人前後をピークとして人口が減少していた）によって阻害されてきた。つまり、堺市での総合支所の設置は、「指定都市と同等の行政能力を有する」ことを示し、人口要件の特例を認めさせる実績作りともいえた。なお、「平成の大合併」において、人口要件に「市町村合併によって人口70万人以上となった市」という特例が定められたため、堺市は隣接する美原町と合併することで人口要件をクリアし、悲願の昇格を果たした（この際、従来の総合支所及び美原町役場を廃し、区の事務所を設置する。）。一方、東京都世田谷区においても、以前から「特別区から市へ」「市から指定都市へ」という潮流が存在しており、総合支所の設置もその流れの一つと考えることも可能である。
- 「平成の大合併」期の総合支所も、多くは将来的な統合を前提とした激変緩和措置として設置されている（「総合支所方式」の項目に詳しい）。
- 指定都市においても「区の事務所の出張所」の名称として総合支所が設置される場合があるが、これについては、大きく2つに分かれる。
  - 過去の合併等の経緯や、地理的な遠隔地にあるという事情があるものの、単独の区とするほどの人口がない場合。
  - 人口急増等で、将来的に分区が見込める地区について、先行的に区割りを設定し、区役所となるべき建物も建設しておく場合。（「分区に先行する激変緩和措置」という見方も可能である）

## 総合支所を設置している市町村及び特別区
以下は、各団体の公式サイト等にて、「総合支所」という名称の支所を設置していることが確認できたもののリストである。
よって、これらの総合支所が、全て同一の権能を有している訳ではない。逆に、「総合支所」と名乗らなくても、他市の「総合支所」と同等の権能を有しているものもある。
北海道
- 北見市　留辺蘂総合支所　常呂総合支所　端野総合支所
- 士別市　朝日総合支所……改正する条例が施行により、朝日総合支所の名称を朝日支所に変更する。
- 伊達市　大滝総合支所
- 八雲町　熊石総合支所
- 枝幸町　歌登総合支所……2023年4月1日付で改正する条例が施行により、歌登総合支所の名称を歌登支所に変更する。
- 大空町　東藻琴総合支所
- 新ひだか町　三石総合支所
- 日高町　日高総合支所
- 湧別町　湧別町総合支所……改正する条例が施行により、湧別町総合支所を廃する。分庁方式に変更する。
- せたな町　瀬棚総合支所　大成総合支所
- 遠軽町　白滝総合支所　丸瀬布総合支所　生田原総合支所
- 幕別町　忠類総合支所

青森県
- 弘前市　岩木総合支所　相馬総合支所
- 平川市　碇ケ関総合支所　尾上総合支所
- 五所川原市　金木総合支所　市浦総合支所

岩手県
- 盛岡市　都南総合支所
- 花巻市　大迫総合支所　石鳥谷総合支所　東和総合支所
- 久慈市　山形総合支所
- 遠野市　宮守総合支所
- 二戸市　浄法寺総合支所
- 八幡平市　松尾総合支所　安代総合支所
- 奥州市　水沢総合支所　江刺総合支所　前沢総合支所　胆沢総合支所　衣川総合支所

宮城県
- 仙台市　青葉区宮城総合支所　太白区秋保総合支所……地方自治法第252条の20第1項に基づく区の事務所の出張所である。
- 石巻市　河北総合支所　雄勝総合支所　河南総合支所　桃生総合支所　北上総合支所　牡鹿総合支所
- 気仙沼市　本吉総合支所　唐桑総合支所
- 登米市　迫総合支所　登米総合支所　東和総合支所　中田総合支所　豊里総合支所　米山総合支所　石越総合支所　南方総合支所　津山総合支所
- 栗原市　一迫総合支所　花山総合支所　瀬峰総合支所　栗駒総合支所　鶯沢総合支所　若柳総合支所　志波姫総合支所
- 大崎市　松山総合支所　三本木総合支所　鹿島台総合支所　岩出山総合支所　鳴子総合支所　田尻総合支所

秋田県
- 大館市　田代総合支所　比内総合支所
- 由利本荘市　矢島総合支所　岩城総合支所　由利総合支所　大内総合支所　東由利総合支所　西目総合支所　鳥海総合支所
- 大仙市　神岡支所　西仙北支所　中仙支所　協和支所　南外支所　仙北支所　太田支所
- 男鹿市　若美総合支所
- 湯沢市　稲川総合支所　雄勝総合支所　皆瀬総合支所
- 三種町　琴丘総合支所　山本総合支所……改正する条例が施行により、琴丘総合支所及び山本総合支所の名称を琴丘支所及び山本支所に変更する。

山形県
- 酒田市　八幡総合支所　松山総合支所　平田総合支所

福島県
- 喜多方市　熱塩加納総合支所　塩川総合支所　高郷総合支所　山都総合支所
- 伊達市　伊達総合支所　梁川総合支所　保原総合支所　霊山総合支所　月舘総合支所
- 本宮市　白沢総合支所
- 南会津町　舘岩総合支所　伊南総合支所　南郷総合支所

茨城県
- 石岡市　八郷総合支所
- 常陸大宮市　御前山総合支所　山方総合支所　美和総合支所　緒川総合支所……改正する条例が施行により、御前山総合支所、山方総合支所、美和総合支所及び緒川総合支所の名称を御前山支所、山方支所、美和支所及び緒川支所に変更する。
- 鉾田市　旭総合支所　大洋総合支所
- 小美玉市　小川総合支所　玉里総合支所
- 神栖市　波崎総合支所

栃木県
- 栃木市　都賀総合支所　大平総合支所　藤岡総合支所　西方総合支所　岩舟総合支所
- 日光市　日光総合支所　藤原総合支所　足尾総合支所　栗山総合支所……改正する条例が施行により、日光総合支所、藤原総合支所、足尾総合支所及び栗山総合支所の名称を日光行政センター、藤原行政センター、足尾行政センター及び栗山行政センターに変更する。

群馬県
- 太田市　尾島総合支所　薮塚本町総合支所　新田総合支所……2008年4月1日付けで改正する条例が施行により、尾島総合支所、薮塚本町総合支所及び新田総合支所を廃する。地方自治法第244条第1項に基づく公の施設である行政センターを設置し、行政センター内に市民の便宜を図るため連絡所（地方自治法第158条第1項に基づく内部組織である。）を設置する。
- 渋川市　北橘総合支所　伊香保総合支所　子持総合支所　小野上総合支所　赤城総合支所……改正する条例が施行により、北橘総合支所、伊香保総合支所、子持総合支所、小野上総合支所及び赤城総合支所の名称を北橘行政センター、伊香保行政センター、子持行政センター、小野上行政センター及び赤城行政センターに変更する。

埼玉県
- 秩父市　吉田総合支所　荒川総合支所　大滝総合支所
- 加須市　騎西総合支所　北川辺総合支所　大利根総合支所
- 本庄市　児玉総合支所
- 春日部市　庄和総合支所
- 深谷市　岡部総合支所　川本総合支所　花園総合支所
- 久喜市　鷲宮総合支所　菖蒲総合支所　栗橋総合支所……2024年4月1日付で改正する条例が施行により、鷲宮総合支所、菖蒲総合支所及び栗橋総合支所の名称を鷲宮行政センター、菖蒲行政センター及び栗橋行政センターに変更する。
- ふじみ野市　大井総合支所
- 神川町　神泉総合支所

千葉県
- 匝瑳市　野栄総合支所

東京都
- 港区　芝地区総合支所　麻布地区総合支所　赤坂地区総合支所　高輪地区総合支所　芝浦港南地区総合支所
- 世田谷区　世田谷総合支所　北沢総合支所　玉川総合支所　砧総合支所　烏山総合支所

石川県
- 輪島市　門前総合支所
- 能登町　内浦総合支所　柳田総合支所

福井県
- 福井市　美山総合支所　越廼総合支所　清水総合支所……2021年4月1日付けで改正する条例が施行により、美山総合支所、越廼総合支所及び清水総合支所を廃する。窓口業務を中心として美山連絡所、越廼連絡所及び清水連絡所（地方自治法第158条第1項に基づく内部組織である。）を設置する。
- 越前市　今立総合支所
- 坂井市　丸岡総合支所　三国総合支所　春江総合支所　坂井総合支所……改正する条例が施行により、丸岡総合支所、三国総合支所、春江総合支所及び坂井総合支所の名称を丸岡支所、三国支所、春江支所及び坂井支所に変更する。

山梨県
- 北杜市　明野総合支所　須玉総合支所　高根総合支所　長坂総合支所　大泉総合支所　小淵沢総合支所　白州総合支所　武川総合支所

長野県
- 安曇野市　豊科総合支所　穂高総合支所　三郷総合支所　堀金総合支所　明科総合支所……改正する条例が施行により、豊科総合支所、穂高総合支所、三郷総合支所、堀金総合支所及び明科総合支所の名称を豊科支所、穂高支所、三郷支所、堀金支所及び明科支所に変更する。
- 伊那市　高遠町総合支所　長谷総合支所
- 東御市　北御牧総合支所
- 筑北村　本城総合支所　坂北総合支所　坂井総合支所……改正する条例が施行により、本城総合支所を廃し、坂北総合支所及び坂井総合支所の名称を坂北支所及び坂井支所に変更する。

岐阜県
- 本巣市　根尾総合支所

静岡県
- 川根本町　総合支所……地方自治法第155条第1項に基づく支所にあたらない。

愛知県
- 豊川市　一宮総合支所……改正する条例が施行により、一宮総合支所の名称を一宮支所に名称を変更する。
- 新城市　作手総合支所　鳳来総合支所
- 設楽町　津具総合支所

三重県
- 津市　河芸総合支所　香良洲総合支所　久居総合支所　美里総合支所　芸濃総合支所　安濃総合支所　白山総合支所　一志総合支所　美杉総合支所
- 四日市市　楠総合支所
- 伊勢市　御薗総合支所　小俣総合支所　二見総合支所
- 桑名市　多度町総合支所　長島町総合支所……改正する条例が施行により、多度町総合支所及び長島町総合支所を廃し、地方自治法第155条第1項に基づく出張所である多度地区市民センター及び長島地区市民センターを設置する。
- 大台町　宮川総合支所

滋賀県
- 長浜市　北部振興局……廃止する条例が施行により、北部振興局を廃する。分庁方式に変更する。
- 彦根市  稲枝支所
- 近江八幡市　安土町総合支所
- 米原市　山東支所

大阪府
- 堺市　……指定都市の指定により、旧総合支所の庁舎に地方自治法第252条の20第1項に基づく区の事務所を設置する。ただし、合併地区である美原区は、旧美原町役場の庁舎に地方自治法第252条の20第1項に基づく区の事務所である美原区役所を設置する。

兵庫県
- 豊岡市　出石総合支所　但東総合支所　城崎総合支所　竹野総合支所　日高総合支所……改正する条例が施行により、出石総合支所、但東総合支所、城崎総合支所、竹野総合支所及び日高総合支所の名称を出石振興局、但東振興局、城崎振興局、竹野振興局及び日高振興局に変更する。
- たつの市　御津総合支所　揖保川総合支所　新宮総合支所
- 新温泉町　温泉総合支所

鳥取県
- 鳥取市　国府町総合支所　青谷町総合支所　福部町総合支所　河原町総合支所　用瀬町総合支所　佐治町総合支所　気高町総合支所　鹿野町総合支所

島根県
- 益田市　美都総合支所　匹見総合支所……改正する条例が施行により、美都総合支所及び匹見総合支所を廃する。分庁方式に変更する。

岡山県
- 備前市　三石総合支所　日生総合支所　吉永総合支所
- 美作市　勝田総合支所　大原総合支所　東粟倉総合支所　作東総合支所　英田総合支所
- 浅口市　寄島総合支所　金光総合支所
- 美咲町　旭総合支所　柵原総合支所

広島県
- 尾道市　因島総合支所

山口県
- 下関市　菊川総合支所　豊田総合支所　豊浦総合支所　豊北総合支所
- 宇部市　北部総合支所
- 山口市　徳地総合支所　小郡総合支所　秋穂総合支所　阿知須総合支所　阿東総合支所
- 岩国市　由宇総合支所　玖珂総合支所　本郷総合支所　周東総合支所　錦総合支所　美川総合支所　美和総合支所……改正する条例が施行により、玖珂総合支所、本郷総合支所及び美川総合支所の名称を支所に玖珂支所、本郷支所及び美川支所を変更する。
- 柳井市　大畠総合支所……改正する条例が施行により、大畠総合支所を廃し、地方自治法第155条第1項に基づく出張所である大畠出張所を設置する。
- 美祢市　美東総合支所　秋芳総合支所
- 周南市　新南陽総合支所　熊毛総合支所　鹿野総合支所

徳島県
- 美馬市　木屋平総合支所……改正する条例が施行により、木屋平総合支所を廃し、地方自治法第155条第1項に基づく出張所である木屋平市民サービスセンターを設置する。
- 三好市　三野総合支所　西祖谷総合支所　東祖谷総合支所　井川総合支所　山城総合支所……改正する条例が施行により、三野総合支所、西祖谷総合支所、東祖谷総合支所、井川総合支所及び山城総合支所の名称を三野支所、西祖谷支所、東祖谷支所、井川支所及び山城支所に変更する。

愛媛県
- 西条市　小松総合支所　東予総合支所　丹原総合支所……令和4年8月1日付けで改正する条例が施行により、東予総合支所、小松総合支所及び丹原総合支所を廃し、西部支所、小松サービスセンター及び丹原サービスセンターを設置する。
- 四国中央市　川之江総合支所　土居総合支所　新宮総合支所……平成21年に改正する条例が施行により、川之江総合支所、土居総合支所及び新宮総合支所を廃する。分庁方式に変更する。
- 西予市　明浜総合支所　野村総合支所　城川総合支所　三瓶総合支所……改正する条例が施行により、明浜総合支所、野村総合支所、城川総合支所及び三瓶総合支所の名称を明浜支所、野村支所、城川支所及び三瓶支所に変更する。
- 伊方町　三崎総合支所　瀬戸総合支所……改正する条例が施行により、三崎総合支所及び瀬戸総合支所の名称を三崎支所及び瀬戸支所に変更する。
- 上島町　弓削総合支所　生名総合支所　岩城総合支所　魚島総合支所

高知県
- 四万十市　西土佐総合支所
- いの町　吾北総合支所　本川総合支所
- 仁淀川町　仁淀総合支所　池川総合支所
- 四万十町　大正総合支所　十和総合支所……改正する条例が施行により、大正総合支所及び十和総合支所の名称を大正地域振興局及び十和地域振興局に変更する。
- 黒潮町　佐賀総合支所　大方総合支所……平成22年に改正する条例が施行により、大方総合支所を廃し、佐賀総合支所の名称を佐賀支所に変更する。

福岡県
- 久留米市　三潴総合支所　城島総合支所　北野総合支所　田主丸総合支所
- 八女市　黒木総合支所……改正する条例が施行により、黒木総合支所の名称を黒木支所に変更する。
- 嘉麻市　山田総合支所　碓井総合支所　嘉穂総合支所　稲築総合支所
- 宮若市　若宮総合支所
- 筑前町　総合支所……「総合支所」という名称の総合支所

佐賀県
- 嬉野市　嬉野総合支所……改正する条例が施行により、嬉野総合支所を廃する。分庁方式に変更する。
- 神埼市　千代田総合支所　脊振総合支所……千代田総合支所及び脊振総合支所の名称を千代田支所及び脊振支所に変更する。

長崎県
- 西海市　西彼総合支所　西海総合支所　大島総合支所　崎戸総合支所
- 雲仙市　千々石総合支所　小浜総合支所　瑞穂総合支所　国見総合支所　愛野総合支所　南串山総合支所

熊本県
- 玉名市　天水総合支所　横島総合支所　岱明総合支所……改正する条例が施行により、天水総合支所、横島総合支所及び岱明総合支所の名称を天水支所、横島支所及び岱明支所に変更する。
- 山鹿市　鹿北総合支所　菊鹿総合支所　鹿本総合支所　鹿央総合支所……改正する条例が施行により、鹿北総合支所、菊鹿総合支所、鹿本総合支所及び鹿央総合支所の名称を鹿北市民センター、菊鹿市民センター、鹿本市民センター及び鹿央市民センターに変更する。
- 菊池市　泗水総合支所　七城総合支所　旭志総合支所……改正する条例が施行により、泗水総合支所、七城総合支所及び旭志総合支所の名称を泗水支所、七城支所及び旭志支所に変更する。
- 和水町　三加和総合支所……改正する条例が施行により、三加和総合支所の名称を三加和支所に変更する。
- 山都町　清和総合支所　蘇陽総合支所……改正する条例が施行により、清和総合支所及び蘇陽総合支所の名称を清和支所及び蘇陽支所に変更する。

大分県
- 竹田市　荻総合支所　久住総合支所　直入総合支所……平成21年4月に改正する条例が施行により、荻総合支所　久住総合支所及び直入総合支所の名称を荻支所、久住支所及び直入支所に変更する。
- 国東市　安岐総合支所　武蔵総合支所　国見総合支所

宮崎県
- 宮崎市　佐土原総合支所　田野総合支所　高岡総合支所　清武総合支所……地方自治法第202条の4第2項に基づく地域自治区の事務所である。
- 都城市　山之口総合支所　高城総合支所　山田総合支所　高崎総合支所
- 延岡市　北方町総合支所　北川町総合支所　北浦町総合支所
- 日南市　北郷町総合支所　南郷町総合支所……改正する条例が施行により、北郷町総合支所及び南郷町総合支所の名称を北郷町地域振興センター及び南郷町地域振興センターに変更する。

鹿児島県
- 鹿屋市　輝北総合支所　吾平総合支所　串良総合支所
- 霧島市　溝辺総合支所　横川総合支所　牧園総合支所　霧島総合支所　福山総合支所
- 姶良市　姶良総合支所　加治木総合支所　蒲生総合支所……改正する条例が施行により、姶良総合支所は廃する。
- 奄美市　笠利総合支所　住用総合支所
- さつま町　薩摩総合支所　鶴田総合支所……改正する条例が施行により、薩摩総合支所及び鶴田総合支所の名称を薩摩支所及び鶴田支所に変更する。
- 肝付町　内之浦総合支所

沖縄県
- 宮古島市　伊良部総合支所……平成21年4月に改正する条例が施行により、伊良部総合支所の名称を伊良部支所に変更する。改正する条例が施行により、伊良部支所を廃し、地方自治法第155条第1項に基づく出張所である伊良部出張所を設置する。